# Anfós Tavan
Anfós Tavan   (Castèunòu de Gadanha, 9 de març de 1833 - Castèunòu de Gadanha, 12 de maig de 1905) fou un escriptor occità, un dels fundadors, i després majoral, del Felibritge.

## Biografia
Anfós Tavan nasqué en una família pagesa a Castèunòu de Gadanha el 1833. Tingué una escola limitada, la que rebé a l'escola de la vila. Començà a treballar la terra de jove, però malgrat això es posà a compondre poemes. La seva poesia obtingué rellevància i rebé el convit del seu veí Pau Giera per assistir a les trobades que feien un grupet de poetes provençals. Així, Tavan fou un dels fundadors del Felibritge el 21 de maig de 1854 amb Josèp Romanilha, Frederic Mistral, Teodòr Aubanèu, Joan Brunet, Pau Giera i Ansèume Matieu. Tavan era dels que foren anomenats "felibres rojos" i l'octubre de 1870 demanà a Mistral que es presentés a les eleccions per tal d'esdevenir diputat per Marsella. Fou un membre actiu de l'Escòla de la Mar. Col·laborà amb diverses revistes provençals com l'Armanac Provençau, Lo Gau, Lo Brusc o Lo Provençau e també al diari de Clovís Hugues, La Jeune République. Traduí diverses poesies del poeta romanès Vasile Alecsandri.

## Obres
- Amors e plors (1876)
- Lei mascs (1897)
- Vida vidanta (1900)
- Obretas provençalas (1909)

## Llegat

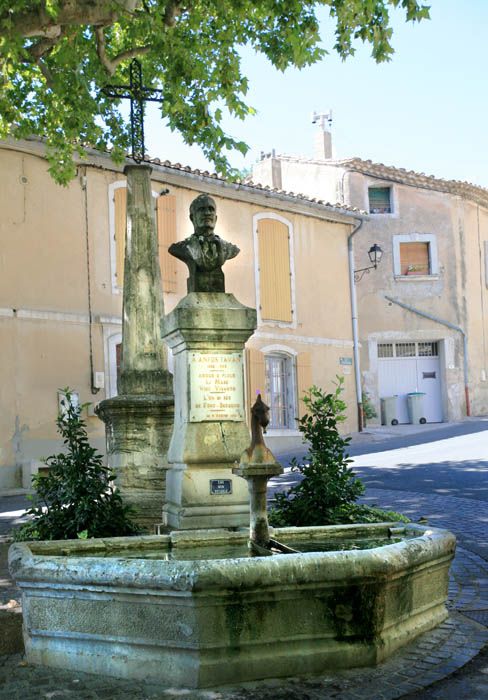
Font amb el bust d'Anfós Tavan a Castèunòu de Gadanha

El seu bust adorna una font a Castèunòu de Gadanha.
El Collège Alphonse Tavan, un institut de secundària a Avinyó porta el seu nom.